# Franz Wozelka
Franz Wozelka (11. září 1811 Český Krumlov – ? 1873) byl rakouský a český podnikatel a politik německé národnosti z Českého Krumlova, v 60. letech 19. století poslanec Českého zemského sněmu.

## Biografie
Narodil se roku 1811 v Krumlově. Pocházel z krumlovského rodu soukeníků. Jeho otec Nikolaus Wozelka se do Krumlova přiženil roku 1810 z Vysočiny. Vzal si Elisabeth Troggau, dceru místního měšťana. Následně pak čtyři generace Wozelků působily v Krumlově jako podnikatelé v textilním průmyslu. Výroby jejich rodinné firmy získaly mimo jiné diplom na světové výstavě roku 1873 ve Vídni. Továrna sídlila v Krumlově, u Vltavy, pod kostelem svatého Víta, poblíž dnešního mostu Dr. Edvarda Beneše. Továrna vznikla v 60. letech 19. století. Wozelka byl dodavatelem sukna pro rakouskou armádu.
Franz Wozelka se před rokem 1848 oženil s Mariannou Dieblovou. Bydlel zpočátku v domě naproti rodinné továrně. Dům později věnoval k dobročinným účelům a byl v něm zřízen sirotčinec a později penzion pro chudé studenty kněžství. Roku 1850 Wozelku kníže Jan Adolf II. ze Schwarzenbergu, který dlouho předtím sídlil na zámku v Krumlově, požádal, aby se stal prozatímním velitelem krumlovské Národní gardy. Sám se pravidelně účastnil knížecích honů v šumavských lesích. V listopadu 1848 se mu narodil syn Franz, který později převzal vedení textilního závodu. Firma se oficiálně nazývala Gebrüder Wozelka (Bratří Wozelkové).
Po obnovení ústavního života v Rakouském císařství počátkem 60. let 19. století se zapojil i do zemské politiky. V zemských volbách v Čechách v roce 1861 byl zvolen v městské kurii (obvod Krumlov – Kaplice – Nové Hrady – Vyšší Brod) do Českého zemského sněmu.
Zemřel v Krumlově ve věku 62 let.